# Antimetabolito

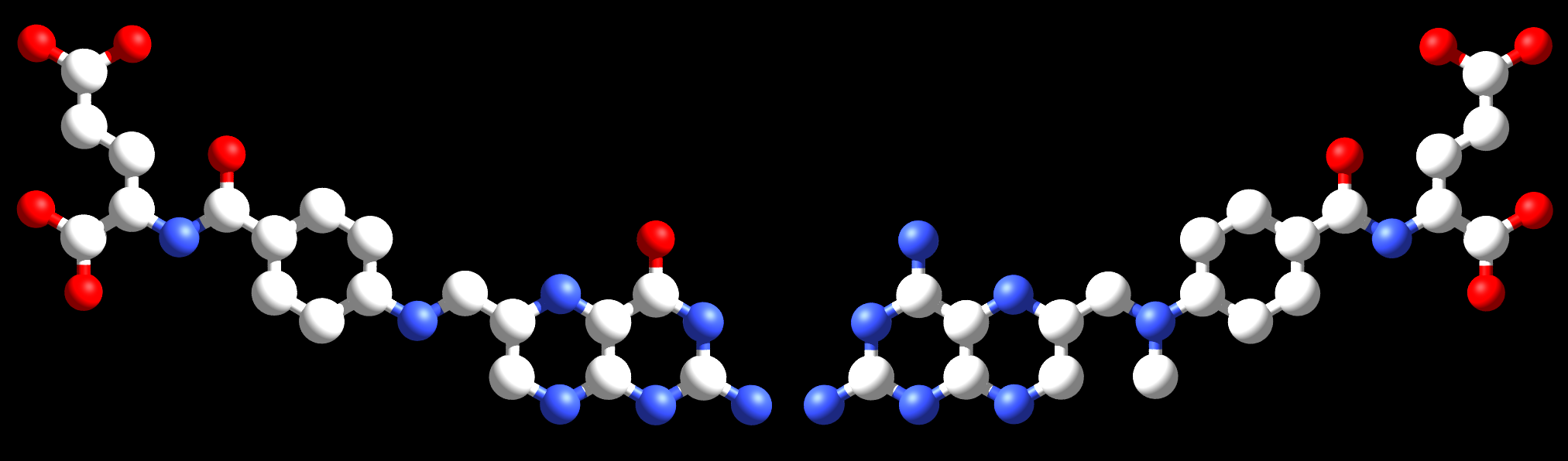
Metotrexato y ácido fólico comparados.

Un antimetabolito es una sustancia que reemplaza, inhibe o compite con un metabolito específico.
Tales sustancias son a menudo similares estructuralmente al metabolito con el cual interfiere, es absorbida por la célula pero no reacciona de la misma forma que con la enzima que actúa sobre la composición ordinaria. Puede inhibir a la enzima o ser convertida en un agente químico atípico.
Muchos antimetabolitos son útiles en el tratamiento de enfermedades, como las sulfonamidas, cuyo metabolismo bacteriano se aplica en padecimientos microbianos y otras afecciones como diversos tipos de cáncer, donde se usan los antimetabolitos metotrexato y 5-fluorouracilo. En microbiologia industrial se usan en la selección de mutantes resistentes a antimetabolitos, de modo que la estructura de las enzimas de estos mutantes ha cambiado careciendo el sitio de control alostérico superproduciendo el metabolito original.